# 永定 (南朝陳)
永定（557年十月—559年十二月）是南朝陳政權，高祖武皇帝陈霸先的年号，共计2年餘。
永定三年六月陳文帝陈蒨即位沿用。

## 纪年
| 永定 | 元年  | 二年  | 三年  |
| ---- | ----- | ----- | ----- |
| 公元 | 557年 | 558年 | 559年 |
| 干支 | 丁丑  | 戊寅  | 己卯  |

## 参看
- 中国年号索引
  - 其他使用永定年號的政權
- 同期存在的其他政权年号
  - 天啓（558年三月—560年二月）：南朝梁政權永嘉王蕭莊的年号
  - 大定（555年正月—562年正月）：西梁政權梁宣帝蕭詧的年号
  - 天保（550年五月—559年十二月）：北齊政权北齊文宣帝高洋年号
  - 武成（559年八月—560年十二月）：北周政权周明帝宇文毓年号
  - 建昌（555年—560年）：高昌政权麴寶茂年号
  - 開國（551年—568年）：新羅真興王的年號